# Kryterium oceny decyzji
Kryterium oceny decyzji – pojęcie z zakresu teorii decyzji, oznaczające przyporządkowanie każdej dopuszczalnej decyzji, ilościowej lub jakościowej oceny korzyści, wynikających z podjęcia takiej decyzji. Często kryterium oceny nazywane jest celem decyzji.
Przykłady: minimalizacja kosztów, maksymalizacja użyteczności, maksymalizacja wypłaty, minimalizacja wysiłku, minimalizacja długości trasy, minimalizacja czasu itp.
Ponieważ przestrzeń decyzyjna jest rozumiana jako iloczyn kartezjański dziedzin atrybutów, dlatego kryterium wprowadza na tym iloczynie pewną relację.